# KFConsole
Die KFConsole ist eine von KFC Gaming und Cooler Master entwickelte Heim-Videospielkonsole. Nach der ersten Ankündigung im Juni 2020 wurde es weithin für einen Scherz gehalten, bis sie im Dezember offiziell vorgestellt wurde. Die Konsole verfügt über verschiedene Funktionen, darunter Raytracing, bis zu 4K-Auflösung und 240Hz-Ausgabe. Das charakteristische Merkmal des Geräts ist eine proprietäre, patentierte "Hähnchenkammer", die Hähnchen aufbewahren und aufwärmen kann.

## Design
Das Design der KFConsole ist inspiriert von KFC's Bargain Bucket. Die Konsole selbst ist ein komplett schwarzer Zylinder mit einem hintergrundbeleuchteten roten Power-Knopf auf der Vorderseite unterhalb der Hähnchenkammer, auf der das rote KFConsole-Logo zu sehen ist. Die Hähnchenkammer ist eine Schublade, die sich öffnen lässt, um ein Fach zur Aufbewahrung von Lebensmitteln, insbesondere von KFC Brathähnchen, freizugeben. Die Kammer nutzt auch die natürliche Wärme und das Luftstromsystem des Systems, um den Inhalt zu erwärmen.

## Technische Daten
Die KFConsole wird von dem Intel i9 10900k Extreme Compute Element angetrieben. Die Konsole ist in der Lage, Nvidias Raytracing und 4K-Auflösung zu nutzen, mit Unterstützung für eine 240 Hz-Ausgabe. Die Konsole bietet auch Unterstützung für Virtual Reality. Die von Asus betriebene Grafik wird offenbar in einem "first-of-its-kind hot-swappable GPU-Slot" untergebracht sein, der das Gerät laut KFC "zur leistungsstärksten Konsole für kommende Generationen machen wird."

## Veröffentlichung
Die KFConsole wurde am 22. Dezember 2020 offiziell vorgestellt. Ein offizielles Veröffentlichungsdatum für die Konsole wurde noch nicht bekannt gegeben, und auch der Preis ist unbekannt. Das US-Technikmagazin Techradar schätzte im August 2022 die Chancen auf eine Veröffentlichung als „relativ gering“ ein.